# La Puebla de Cazalla
La Puebla de Cazalla är en ort i Spanien.   Den ligger i provinsen Provincia de Sevilla och regionen Andalusien, i den södra delen av landet, 400 km söder om huvudstaden Madrid. La Puebla de Cazalla ligger 177 meter över havet och antalet invånare är 11 325.
Terrängen runt La Puebla de Cazalla är huvudsakligen platt, men åt sydost är den kuperad. Terrängen runt La Puebla de Cazalla sluttar norrut. Runt La Puebla de Cazalla är det ganska tätbefolkat, med 52 invånare per kvadratkilometer. Närmaste större samhälle är Morón de la Frontera, 16,8 km sydväst om La Puebla de Cazalla. Trakten runt La Puebla de Cazalla består till största delen av jordbruksmark.